# Berijev Be-200
Beriev Be-200 Altair (rusko Бериев Бе-200) je večnamensko reaktivno amfibijsko letalo, ki ga je zasnovalo podjetje Beriev in ga izdeluje Irkut. Uporablja se za zračno gašenje požarov, iskanje in reševanje, patruliranje morja in kot potniško in transportno letalo s kapaciteto 72 potnikov ali 12 ton tovora. Posebnost Be-200 je uporaba reaktivnih motorjev na vodnem letalu, po navadi uporabljajo propelerje.
Ime Altair so izbrali v podjetju Beriev in Irkut leta 2002/2003. Altair je sicer ime zvezde, "Al" so tudi začetnice letala A-40 Albatross, ki je bil podlaga za Be-200. "ta" stoji za Taganrog, in "ir" pa za Irkutsk.

## Tehnične specifikacije
- Posadka: 2
- Dolžina: 32,0 m (105 ft 0 in)
- Razpon kril: 32,8 m (107 ft 7 in)
- Višina: 8,9 m (29 ft 2 in)
- Površina kril: 117,4 m² (1 264 ft²)
- Prazna teža: 27 600 kg (60 850 lb)
- Maks. vzletna teža (kopno): 41 000 kg (90 390 lb)
- Maks. vzletna teža (voda)): 37,900 kg (83 550 lb)
- Maks. kapaciteta gasilnega sredstva: 12 000 kg (26 450 lb)
- Maks. število potnikov: 44 (Be-200ES) 72 (Be-210)
- Motorji: 2 × Progress D-436 turbofan, 7 500 kgf (16 534 lbf) vsak

- Maks. hitrost: 700 km/h (435 mph)
- Potovalna hitrost: 560 km/h (348 mph)
- Ekonomična hitrost: 550 km/h (342 mph)
- Pristajalna hitrost: 200 km/h (124 mph)
- Vzletna hitrost: 220 km/h (137 mph)
- Minimalna hitrsot (s zakrilci na 38°): 157 km/h (98 mph)
- Dolet (ena ura rezerve): 3 300 km (2 051 mi)
- Višina leta (servisna): 8 000 m (26 246 ft)
- Hitrost vzpenjanja: 13 m/s (2 600 ft/min) (pri MTOW z zakrilci 20°)
- Hitrost vzpenjanja: 17 m/s (3 350 ft/min) (pri MTOW z zakrilci 0°)